# Kwanza (folyó)
A Kwanza (Cuanza) folyó Angolában. Hossza 960 km. Vízgyűjtő területe 152 570 km². Vízhozama 1869 m³/s.
A folyó közép-Angolában a Bié-felföldön ered kb. 1450 m magasságban, először északnak tart, majd északnyugatra fordulva Luandától délre Barra do Cuanzánál éri el az Atlanti-óceánt. Alsó folyása 258 km-en hajózható. Malanje tartományban két nagy vízerőmű épült: Cambambe és Capanda.